# 므타르파

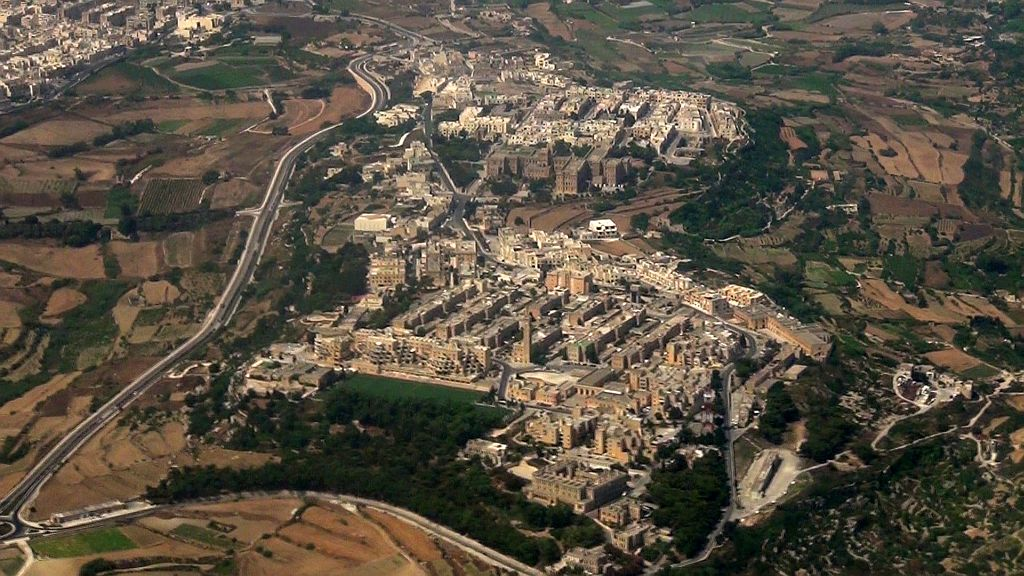
므타르파

므타르파의 위치

므타르파(몰타어: Mtarfa)는 몰타 북부에 위치한 도시로 면적은 0.7km2, 인구는 2,430명(2008년 12월 기준), 인구 밀도는 3,500명/km2이다.

시기
시 문장